# Łopuszna (gmina)

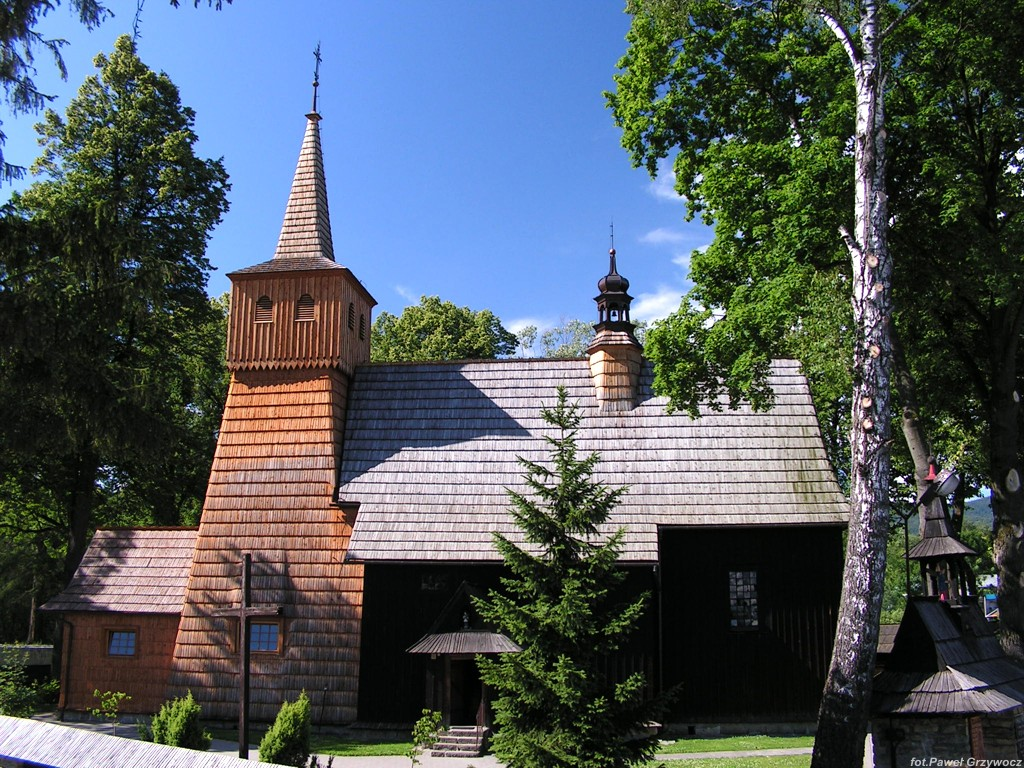
Kościół w Łopusznej

Łopuszna – dawna gmina wiejska istniejąca w latach 1934–1954 i 1973–1976 w woj. krakowskim i nowosądeckim (dzisiejsze woj. małopolskie). Siedzibą władz gminy była Łopuszna.
Gmina zbiorowa Łopuszna została utworzona 1 sierpnia 1934 roku w powiecie nowotarskim w woj. krakowskim z dotychczasowych jednostkowych gmin wiejskich: Dębno, Harklowa, Knurów, Krempachy, Łopuszna, Nowa Biała, Ostrowsko, Szlembark i Waksmund. Według stanu z dnia 1 lipca 1952 roku gmina składała się z 9 gromad: Dębno, Harklowa, Knurów, Krempachy, Łopuszna, Nowa Biała, Ostrowsko, Szlembark i Waksmund. Jednostka została zniesiona 29 września 1954 roku wraz z reformą wprowadzającą gromady w miejsce gmin.
Gmina została reaktywowana w dniu 1 stycznia 1973 roku w tymże powiecie i województwie. Objęła 11 sołectw: Dębno, Dursztyn, Gronków, Harklowa, Knurów, Krempachy, Łopuszna, Nowa Biała, Ostrowsko, Szlembark i Waksmund.
1 czerwca 1975 roku gmina znalazła się w nowo utworzonym woj. nowosądeckim. 15 stycznia 1976 roku gmina została zniesiona a z jej obszaru i ze znoszonej gminy Lasek utworzono nową gminę Nowy Targ.

## Zardządzający
Wójtem gminy w latach 1935–1939 był kapitan Stefan Lgocki h. Jastrzębiec (ur. 23.01.1894 r., zm. 2.04.1974 r.), w latach 1938–1939 poseł.